# ويستريا لين

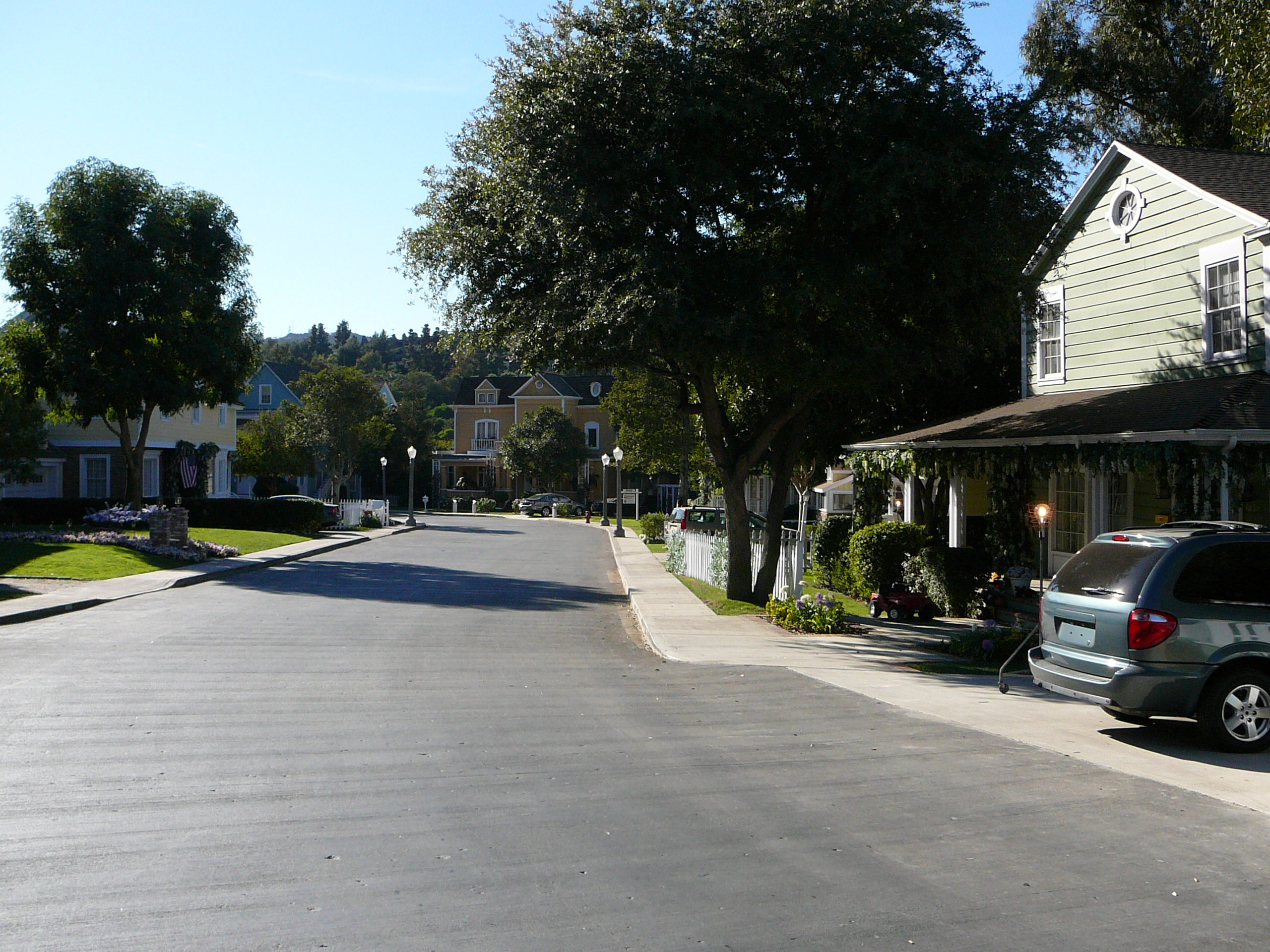
صورة ويستيرا لين 3 ديسمبر 2006

ويستيرا لين (Wisteria Lane) هو ضاحية وهمي تدور فيه أحداث مسلسل ربات بيوت يائسات. يقع حي ويستيرا لين في مدينة وهمية تدعى فيرفيو (Fairview) والتي هي بدورها تقع في ولاية أمريكية وهمية تدعى ولاية ايغل. تجسد ويستيرا الصورة الكريكاتورية للضواحي الأمريكية الغنية بمساحاتها الخضراء ومنازلها الكبيرة والفخمة المحاطة بسياج من العصي البيضاء.